# Gnophomyia fuscocostalis
Gnophomyia fuscocostalis är en tvåvingeart som beskrevs av Alexander 1947. Gnophomyia fuscocostalis ingår i släktet Gnophomyia och familjen småharkrankar.
Artens utbredningsområde är Venezuela. Inga underarter finns listade i Catalogue of Life.